# Jimmy Dickenson
James Dickenson (1908 - 1982) là một cầu thủ bóng đá người Anh. A tiền vệ cánh trái hoặc hậu vệ trái, ông thi đấu ở Football League cho Hartlepools United, Oldham Athletic và Torquay United.